# Calm Breaker
Calm Breaker (カームブレイカー?, Kāmu Bureikā) è un manga realizzato da Masatsugu Iwase, pubblicato dal 1994 dalla Kōdansha su Afternoon e raccolto in sei volumi in Giappone. In Italia il manga è stato pubblicato dalla Star Comics sulla rivista Kappa Magazine.

## Trama
La deliziosa Sayuri, nonostante l'aspetto da studentessa liceale è in realtà una potentissima arma da guerra creata da Toshiya Sakazaky, che lavora per le industrie Kamata, azienda specializzata nella realizzazione di apparecchiature belliche. Sayuri infatti è dotata di una forza sovrumana e di una sviluppatissima intelligenza artificiale, unite però ad una personalità candida ed innocente, che la portano a creare situazioni imbarazzanti o a creare danni catastrofici. La creazione di Sayuri tuttavia ha scatenato le ire di Arita, ex moglie di Sakazaky e sua collega presso le industrie Kamata, che inizia a produrre una serie di androidi da schierare contro Sayuri, ma che si riveleranno sistematicamente inefficaci.